# Ellingen (Straßenhaus)
Ellingen ist ein Ortsteil und Sitz der Gemeindeverwaltung der Ortsgemeinde Straßenhaus im Landkreis Neuwied in Rheinland-Pfalz. Der Ort gehört der Verbandsgemeinde Rengsdorf-Waldbreitbach an.

## Lage
Ellingen liegt im Naturpark Rhein-Westerwald, etwa 13 Kilometer nördlich von Neuwied. Die Gemarkung von Ellingen grenzt im Norden an Hümmerich und an Oberhonnefeld, im Osten an Oberraden, im Süden an Jahrsfeld und im Westen an Niederhonnefeld. Südlich von Ellingen fließt der Höllsbach. 
Durch den Kernort von Ellingen verläuft die Kreisstraße 103. Die nördlich der Bundesstraße 256 gelegenen Gebäude gehören ebenfalls zur Gemarkung von Ellingen, dort bildet der Ort eine zusammenhängende Siedlungsfläche mit dem Nachbardorf Jahrsfeld. Mehrere unmittelbar westlich an die Ortslage Oberhonnefeld grenzende Gebäude gehören ebenfalls verwaltungstechnisch zu Ellingen. Die Bundesautobahn 3, Anschlussstelle Neuwied, ist etwa zwei Kilometer von Ellingen entfernt.

## Geschichte

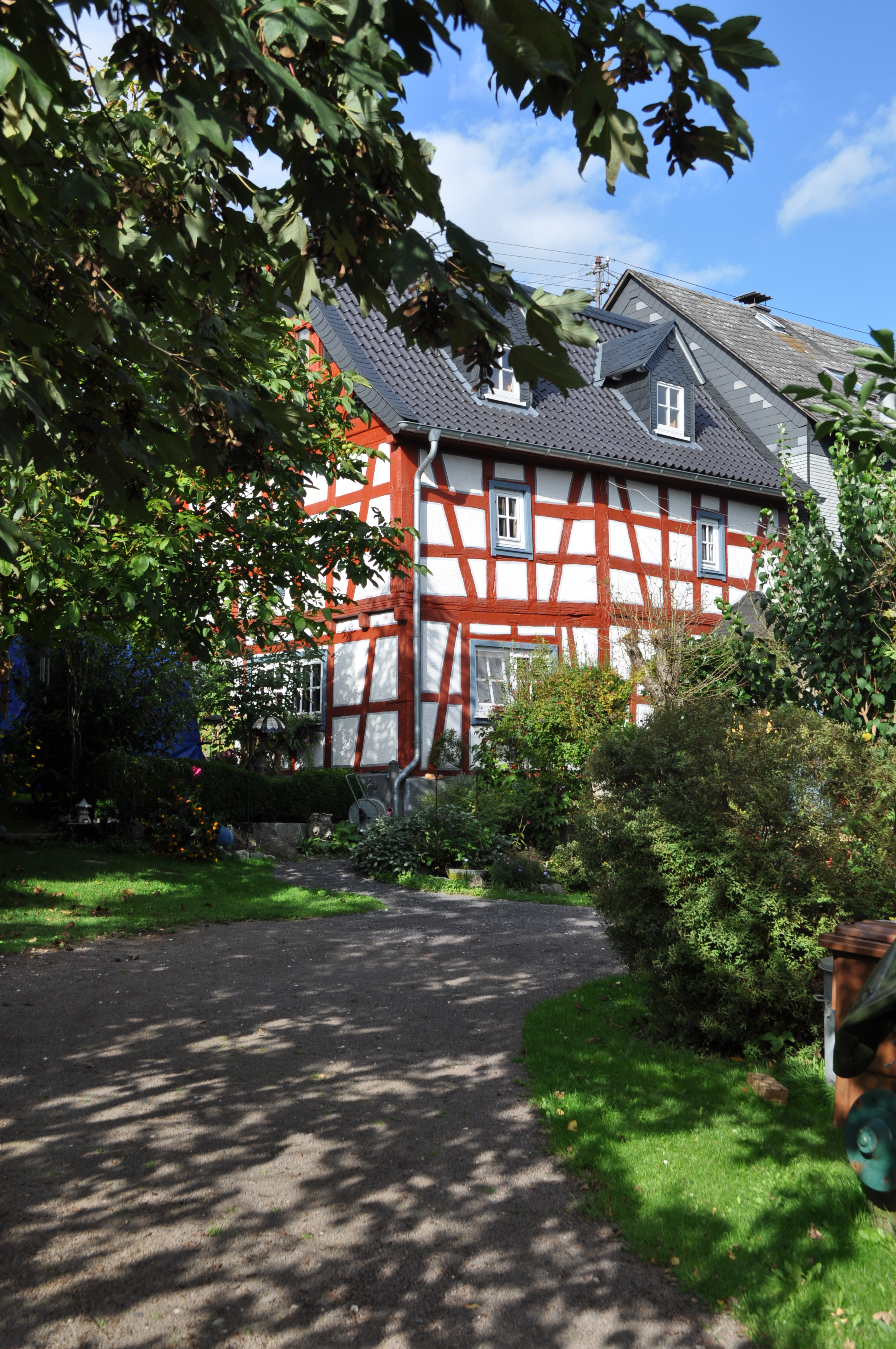
Historisches Fachwerkhaus in Ellingen

Ellingen gehörte früher zum Fürstentum Wied und lag grenznah zur Grafschaft Sayn. Das Fürstentum Wied ging im Jahr 1806 schließlich mit den umliegenden Territorien im Herzogtum Nassau auf. Ellingen gehörte dort zum Regierungsbezirk Ehrenbreitstein. Durch die im Jahr 1815 auf dem Wiener Kongress getroffenen Vereinbarungen wurde die Region um Ellingen an das Königreich Preußen abgetreten, wo Ellingen zur Bürgermeisterei Anhausen im Kreis Neuwied im Regierungsbezirk Koblenz, der 1822 ein Teil der Rheinprovinz wurde.
Im Jahr 1845 wurde Ellingen mit der Nachbargemeinde Niederhonnefeld mit der Einführung der „Preußischen Landgemeindeordnung für die Rheinprovinz“ zu der Gemeinde Niederhonnefeld-Ellingen vereinigt. 1929 wurde auf Betreiben des damaligen Neuwieder Landrates der Bau einer Grundschule in Ellingen beschlossen, der Schulbetrieb wurde 1931 begonnen. Nach dem Zweiten Weltkrieg gehörte Ellingen dem rheinland-pfälzischen Amt Rengsdorf an. Die Gemeinde Niederhonnefeld-Ellingen wurde nach einem Amtsbeschluss vom 7. Juli 1966 mit Wirkung zum 1. August 1966 aufgelöst, Niederhonnefeld und Ellingen wurden eigenständige Ortsteile der neu gegründeten Ortsgemeinde Straßenhaus. 1968 entstand aus dem Amt Rengsdorf die Verbandsgemeinde Rengsdorf, seit deren Auflösung am 1. Januar 2018 gehört Ellingen der Verbandsgemeinde Rengsdorf-Waldbreitbach an.

## Öffentliche Einrichtungen
In Ellingen befindet sich die Verwaltung der Gemeinde Straßenhaus. Daneben verfügt Ellingen über einen Kindergarten, eine Grundschule, eine Polizeiinspektion und einen Sportplatz. Auf letzterem trägt der Fußballverein SG Ellingen-Bonefeld-Willroth seine Heimspiele aus.